# 塞巴斯蒂安·巴里
塞巴斯蒂安·巴里（英語：Sebastian Barry，1955年7月5日—），出生於都柏林，畢業於三一學院，為著名愛爾蘭劇作家、詩人以及小說家。
巴里於1982年開始其文學生涯，當時主要寫詩及劇本，包括較為人熟識的《基督國的總管》，90年代他開展了小說的工作，2005年首次憑《漫漫長路》入圈布克獎，2008年，他終於以《秘經》一書一舉贏得了科斯塔圖書獎及詹姆斯·泰特·布萊克紀念獎，2016年，他憑《無盡的歲月》再次贏得了科斯塔圖書獎。